# Bekir Sami Kunduh

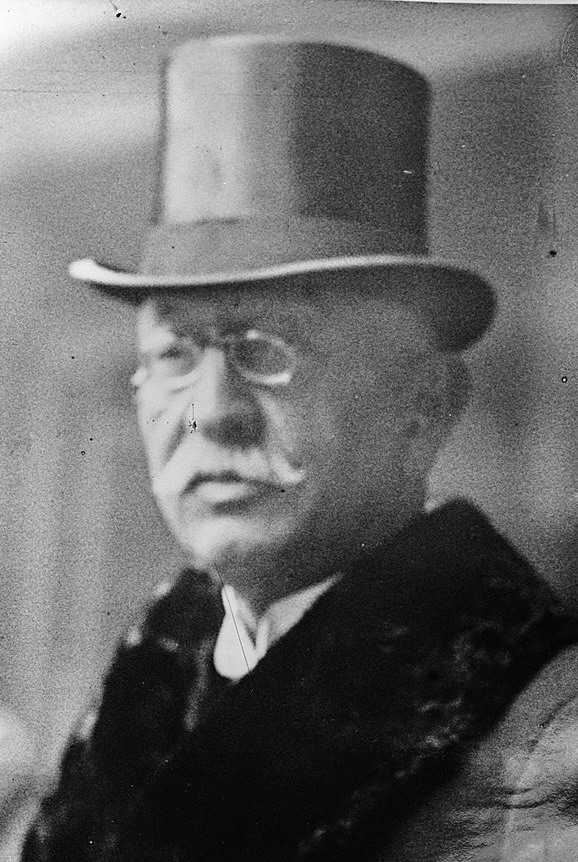
Bekir Sami Kunduh

Bekir Sami Kunduh (* 1865 in Saniba (Ossetien); † 16. Januar 1933 in Istanbul) war ein osmanischer und türkischer Diplomat und Politiker sowie der erste Außenminister der modernen Türkei.
Bekir Sami war ossetischer Abstammung, sein Vater Musa Kunduh Paşa, ein General zunächst in der russischen, dann in der osmanischen Armee, war nach Bekirs Geburt 1865 aus dem Nordkaukasus ins Osmanische Reich emigriert. Bekir besuchte das Galatasaray-Gymnasium in Istanbul und studierte politische Wissenschaften in Paris. Seine berufliche Laufbahn begann er als Sekretär in der osmanischen Botschaft in St. Petersburg. Später war er Gouverneur (Vali) in Van, Trabzon, Bursa, Beirut und Aleppo.
Während des türkischen Unabhängigkeitskrieges stand er auf der Seite der Nationalisten um Mustafa Kemal Paşa (später Atatürk). Er wurde 1919 auf dem Kongress von Erzurum wie auch auf dem Kongress von Sivas in das Repräsentativkomitee (Heyet-i Temsiliye), das höchste Gremium der nationalistischen Befreiungsbewegung, gewählt. 1920 saß er als Abgeordneter für Amasya im letzten osmanischen Parlament (Meclis-i Mebusan). Nach dessen Auflösung nach der Besetzung Istanbuls durch die Briten im März 1920 wurde er Mitglied der Großen Nationalversammlung (Büyük Millet Meclisi), die am 23. April 1920 zum ersten Mal tagte. In deren Exekutivkomitee bekleidete er die Stelle eines Kommissars für außenpolitische Angelegenheiten und war damit der erste „Außenminister“ der modernen Türkei. Als die Ergebnisse seiner Verhandlungen auf der Konferenz von London im Februar/März 1921, bei der es um die griechische Besetzung Westanatoliens ging, jedoch bei der Mehrheit der Nationalversammlung keine Zustimmung fanden, trat er am 8. Mai 1921 von diesem Amt zurück.
Bekir Sami gehörte zu den Gründungsmitgliedern der ersten türkischen Oppositionspartei Terakkiperver Cumhuriyet Fırkası („Fortschrittliche Republikanische Partei“), die im November 1924 unter der Führung unter anderem von Kâzım Karabekir und Hüseyin Rauf Orbay als gemäßigtere Konkurrenz zur Republikanischen Volkspartei ins Leben gerufen, jedoch bereits im Juni 1925 verboten wurde. Nach einem gescheiterten Attentat auf Mustafa Kemal in İzmir am 15. Juni 1926 (İzmir Suikastı) wurde er wie viele andere Oppositionelle auch verhaftet und der Mitwisserschaft angeklagt, schließlich jedoch freigesprochen. Nach diesem Ereignis zog er sich aus der aktiven Politik zurück.
Sami war den Angaben der Großloge der Freien und Angenommenen Maurer der Türkei zufolge ein Freimaurer.
Bekir Sami Kunduh starb 1933 in Istanbul.